# Сечен камък
Сечен камък е село в Северна България. То се намира в община Трявна, област Габрово.

## География
Село Сечен камък се намира в планински район, в Тревненска планина, и се числи към кметство Плачковци. Съседни населени места са Плачковци, Носеите и Енчовци.

## История
Старото име на Сечен камък е „Табаците“. Историята за създаването на селото се свързва с името на дядо Киро, който е живял в Табашката махала във Велико Търново. Табакчии са били хора, които са се занимавали с обработването на кожи. Случило се така, че дядо Киро набил едно турче и турците го подгонили, за да го убият. Тогава той побягнал нагоре към Балкана, където турци нямало поради суровите условия. Така дядо Киро минал през Трявна, продължил нагоре и първоначално се заселил в местността „Конарското“, която се намира на югоизток от с. Плачковци (днес гр. Плачковци). Там той си направил колиба, но самият район бил много ветровит и открит, а зимата била много сурова. И затова слязъл в землището на Плачковци, което тогава още не съществувало като село, и оттам тръгнал на запад на 4 км от Плачковци. И така той намерил подходящо и заветно място, на което си направил колиба, завъдил добитък, направил си къща, постепенно се заселили и други хора и така се създало село Табаците, кръстено на дядо Киро Табака.
Селото е преименувано по време на социализма на Сечен Камък.

## Културни и природни забележителности
Природата на Сечен камък и околността се характеризира с тучни пасища и прохладна широколистна гора, предимно бук, дъб и габър.
Забележителност е старата чешма в селото, изградена през 1932 година с надпис на старото име на селото „Табаци“.